# Comuna Świerklany
Świerklany este o gmină (district administrativ) rurală în powiatul Rybnik, voievodatul Silezia, din sudul Poloniei. Localitatea sa de reședință este satul Jankowice Rybnickie, care se află la aproximativ 6 kilometri sud de Rybnik și la 41 de kilometri sud-vest de capitala regională Katowice. Până în 1999 reședința acesteia a fost Świerklany Gorne.
Gmina acoperă o suprafață de 24,17 kilometri pătrați și avea în 2008 o populație totală de 11.347 locuitori.

## Sate
Gmina Świerklany conține satele Jankowice Rybnickie, Michałkowice (parte a Jankowice Rybnickie), Świerklany Dolne („Świerklany de jos”) și Świerklany Gorne („Świerklany de sus”).

## Gmine învecinate
Gmina Świerklany se învecinează cu orașele Jastrzębie-Zdrój, Rybnik și Żory și cu gminele Marklowice și Mszana.